# Abdul Mumin (piłkarz)
Khalid Abdul Mumin Suleman (ur. 6 czerwca 1998 w Akrze) – ghański piłkarz grający na pozycji środkowego obrońcy. Od 2020 jest piłkarzem klubu Vitória SC.

## Kariera klubowa
Swoją karierę piłkarską Mumin rozpoczął w akademii piłkarskiej Right to Dream. W 2016 roku wyjechał do Danii i został zawodnikiem klubu FC Nordsjælland. Zadebiutował w nim 7 sierpnia 2016 w przegranym 1:2 domowym meczu z Aalborgiem.
W styczniu 2018 Mumin został wypożyczony do grającego w 1. Division, HB Køge. Swój debiut w nim zaliczył 11 marca 2018 w wygranym 3:2 domowym meczu z Thisted FC. W Køge spędził pół roku, a następnie latem 2018 wrócił do Nordsjælland, w którym grał przez kolejne dwa sezony.
W sierpniu 2020 Mumin przeszedł do portugalskiego klubu Vitória SC. Swój debiut w nim zanotował 18 września 2020 w przegranym 0:1 domowym meczu z B-SAD.
| Sezon   | Klub            | Kraj       | Rozgrywki     | Mecze | Gole |
| ------- | --------------- | ---------- | ------------- | ----- | ---- |
| 2016/17 | FC Nordsjælland | Dania      | Superligaen   | 3     | 0    |
| 2017/18 | FC Nordsjælland | Dania      | Superligaen   | 0     | 0    |
| 2017/18 | HB Køge         | Dania      | 1. Division   | 13    | 0    |
| 2018/19 | FC Nordsjælland | Dania      | Superligaen   | 14    | 0    |
| 2019/20 | FC Nordsjælland | Dania      | Superligaen   | 26    | 1    |
| 2020/21 | Vitória SC      | Portugalia | Primeira Liga | 25    | 0    |

## Kariera reprezentacyjna
W 2022 roku Mumin został powołany do reprezentacji Ghany na Puchar Narodów Afryki 2021. Na tym turnieju nie rozegrał żadnego meczu.